# Trenque Lauquen
Trenque Lauquen es la ciudad cabecera del partido homónimo, de la provincia de Buenos Aires, Argentina. Se encuentra a 445 km de la Ciudad Autónoma de Buenos Aires por RN 5, y a 505 km de la capital provincial La Plata.

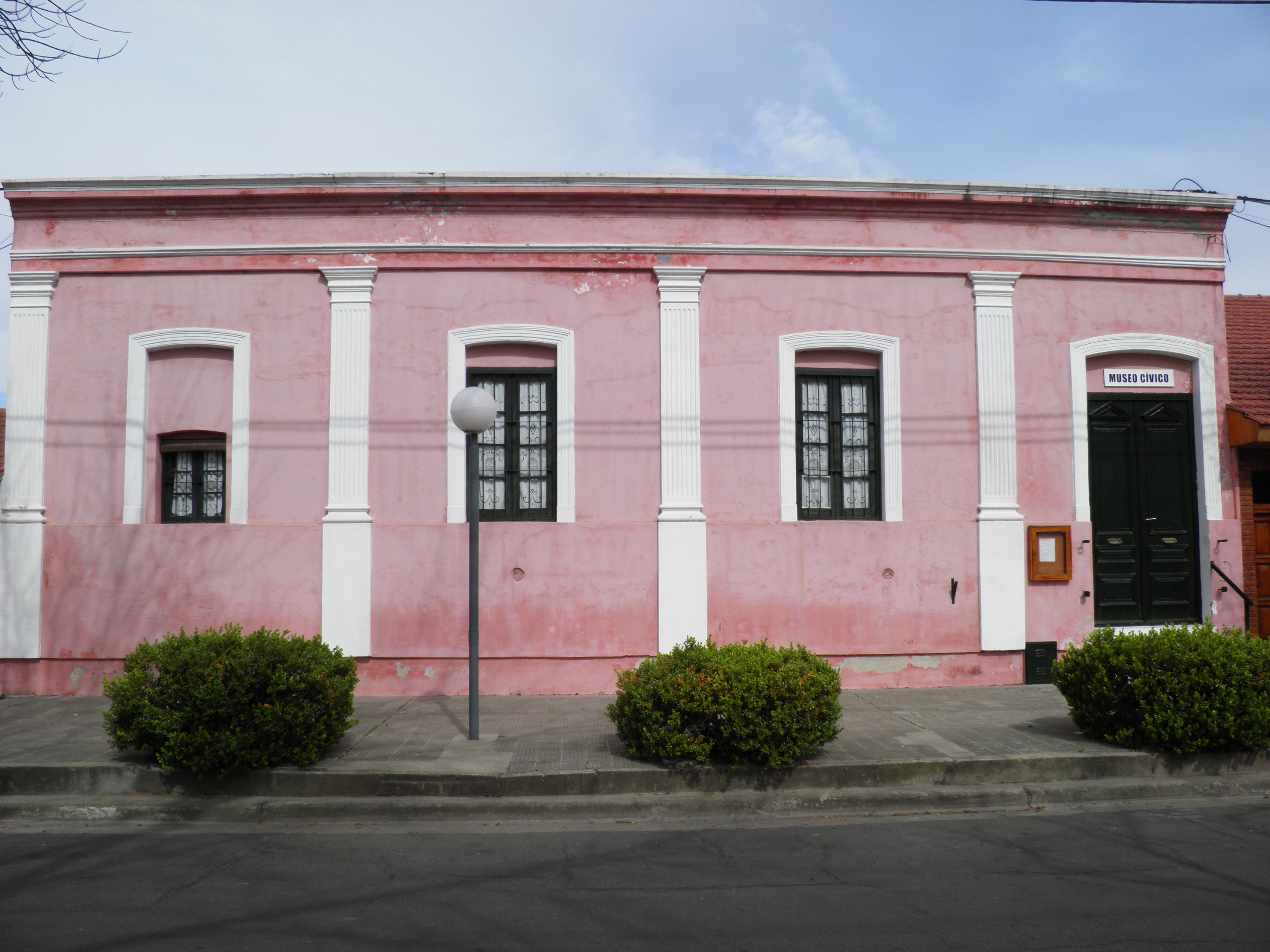
Casa Almafuerte

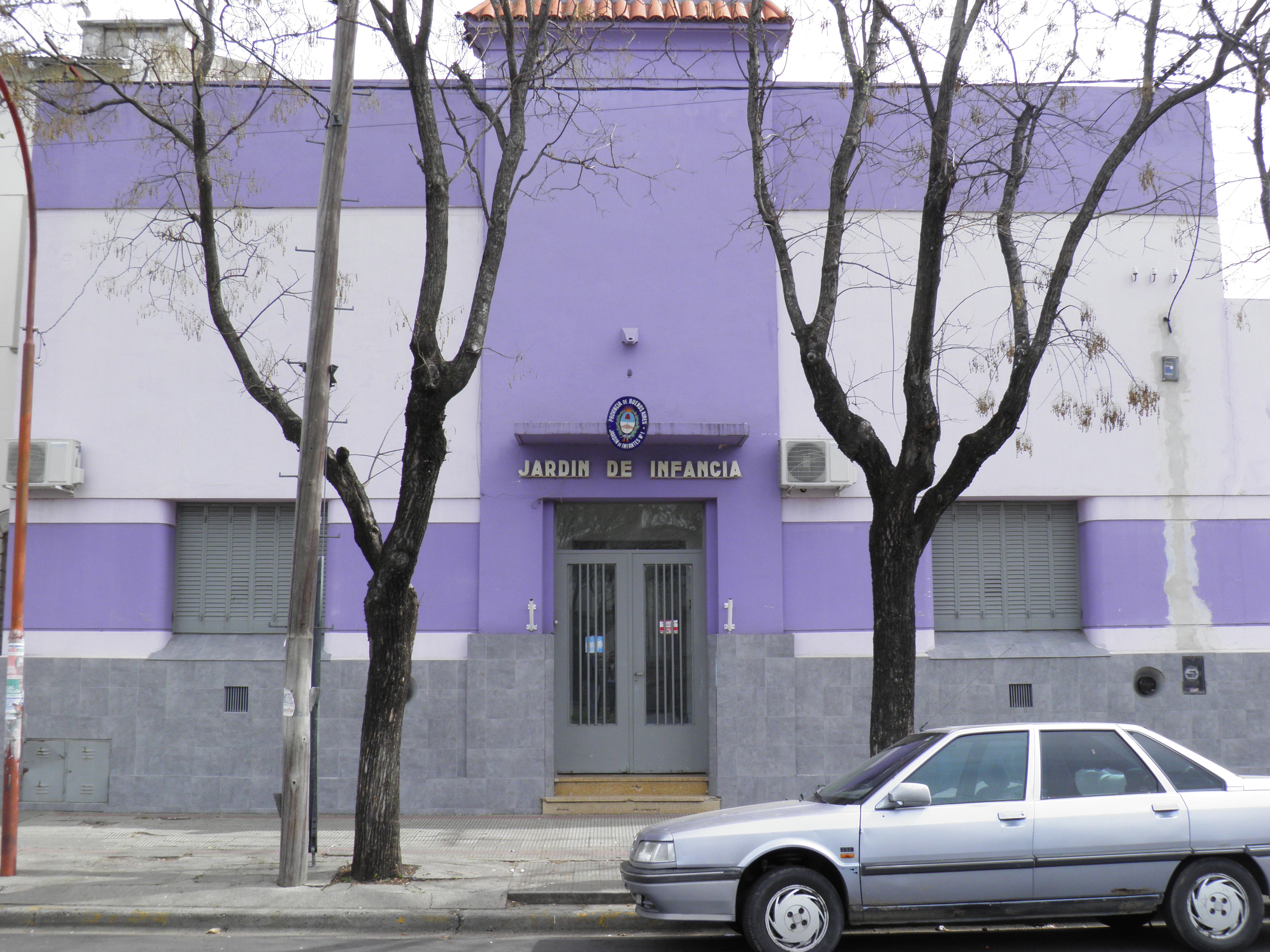
Jardín de Infantes 901

## Ubicación
La ciudad de Trenque Lauquen se encuentra al oeste de la Provincia de Buenos Aires, distante 445 km de la Ciudad de Buenos Aires por la Ruta Nacional 5, y a 80 km de la provincia de La Pampa. Tiene una extensión de 5500 km², sobre la Pampa Húmeda, en un paisaje típico de la llanura pampeana.  
Se halla en la intersección de la Ruta Nacional 5, que une Capital Federal con Santa Rosa y la Ruta Nacional 33. que une dos puertos relevantes, los de Rosario y Bahía Blanca. 

## Población
Cuenta con más de 36,000 habitantes (Indec, 2019), lo que representa un incremento aproximado del 7,6 % frente a los 33,442 habitantes (Indec, 2010) del censo anterior.[cita requerida]
| Gráfica de evolución demográfica de Trenque Lauquen entre 1991 y 2010 |
|                                                                       |
| Fuente de los Censos Nacionales del INDEC                             |

## Toponimia
- Trenque Lauquen: trenquélaunquén significa, "laguna redonda" o "Laguna de los Loros".

## Historia
La fundación corresponde al avance ordenado por el entonces Ministro de Guerra y Marina Nacional, Alsina, en 1876. El entonces coronel Conrado Excelso Villegas avanzó desde Ancaló (actual General Pinto) hasta ocupar este paradero. Fundó aquí un pueblo el 12 de abril del citado año, donde fijó el centro de operaciones de la División Norte, en el establecimiento de la Comandancia de Frontera (edificio que aún se conserva dentro del predio del Palacio Municipal y que fue declarado Monumento Histórico Nacional por el Dto. Nacional N.º 4.452 de 1958). Su nombre aborigen tiene que ver con la denominación de la laguna "Trenqué Lauquén", a cuya vera nació el poblado y que traducido significa "Laguna Redonda".
Nuevos movimientos permitieron el nacimiento de otras poblaciones: Guaminí, Puan y Carhué, fronteras del territorio bajo control del Estado Argentino desde 1876, y construida la Zanja de Alsina, límite con el territorio indígena.
Este avance permitió que Trenque Lauquen se constituyera en la escala desde donde el Coronel Villegas, luego de capturar al cacique pampa Pincén, y bajo las órdenes del  recién asumido Ministro de Guerra y Marina Nacional Julio A. Roca, se preparó para el desarrollo de la campaña que llevaría a cabo.
El paraje era utilizado por los aborígenes, el Ingeniero Melchert tuvo a cargo el relevamiento del terreno y estas fueron sus palabras en la hoja de ruta: "...La primera jornada precisa, saliendo de las Tunas a Trenquenlanquen, (laguna redonda) ... Trenquelanquen es indubitablemente uno de los puntos más interesantes e importantes de todo el trayecto recorrido desde las fronteras hasta los toldos de Pincén. Campo bajo con excelentes pastos, contiene una laguna de agua dulce además de noventa y tantos grandes jagüeles situados del lado Oeste al pie de una loma... Trenquenlanquen es, según declaran los indios, uno de los principales puntos de reunión para invadir y paraje donde campan de regreso de la invasión, haciendo aquí la repartición del botín...". Da cuenta con su informe, la importancia del paraje. En el territorio, se distinguían tres caminos, uno apuntaba al norte y conducía a Leuvucó, hacia el territorio de los "Ranqueles"; otro hacia el oeste, a las tolderías de Pincen y el otro hacia el sur, a Salinas Grandes territorio de los “Cura". Se prefiere el paraje "Trenquelauquén" por sobre "Las Tunas" por la falta de agua que presentaba este último. 
Al llegar Villegas a "Trequelauquén" halló el toldo de Conrado Cheuquelén, al cual le pregunto su nombre y este respondió de forma segura “ Cheuquelén ”; el Coronel le preguntó si quería llevar su nombre, a lo que el capitanejo asintió.  
La actividad de la población fue intensa durante los días siguientes y se decidió utilizar el lugar para vigilar el campamento y como hospital para los heridos y enfermos.  Al día siguientes se construyó un mangrullo de siete metros de alto sobre el médano más elevado de los que rodeaban la laguna, donde actualmente se erige el ex Hotel “El Faro”. En el Parque Municipal, se puede apreciar una fiel reconstrucción del fortín “13 de abril”. 
A cargo de Jordán Wysocki, se recorrió el terreno para trazar y delinear las primeras nueve manzanas del pueblo, dejando la del centro libre para la construcción de una plaza, la actual Plaza San Martín.  
La ciudad adoptó un sistema geométrico ortogonal y abierto, o en damero, como el tablero de juego de damas. Se seguían las conocidas normas filipinas (Felipe II). Los terrenos alrededor de la plaza principal no tenían que ser concedidos a privados, sino ser reservados para la iglesia, casas reales y edificios municipales. Esto permitiría una expansión uniforme de la ciudad. Rodeando la plaza principal, estarían las calles y caminos principales. 
Los primeros ranchos son construidos en la manzana que actualmente ocupa la Iglesia de Nuestra Señora de los Dolores. Con el pasar de los días se delimitaron las calles con 100 metros por lado. Villegas ordeno que entre manzana y manzana se debían dejar 30 metros para la calle, para un cómodo desplazamiento de las tropas ante un eventual ataque aborigen. 
El 29 de mayo, el campamento ocupa las viviendas, dejando las carpas en las cuales estaban habitando al margen de la laguna. Recordemos que el agua se obtenía de pozos y jagüeles, que las tropas hallaron al llegar, unos 104 excavados por los aborígenes en las barrancas. 
En enero de 1877 Alsina visitó Trenque Lauquen, esta fue su opinión: “el pueblo estaba ya trazado, con una plaza hermosa y los cercos de tapia alrededor de cada manzana, le daban a la distancia el aspecto de una ciudad pequeña.”
El temor a los malones y la incertidumbre de contar con los medios suficientes para enfrentarse a ellos, era la principal preocupación de los habitantes.  El fin de este temor se dio con la captura de Pincén, el 11 de noviembre de 1878. Junto con la captura, se entregaron varios capitanejos, con sus familiares, lanceros y chusmas. Se les fijo lugares para que habitaran a los grupos desarmados que no constituían ningún peligro, en las cercanías de los médanos y al lado de las barrancas de las lagunas cercanas. Mientras que los principales referentes y aquellos con antecedentes fueron trasladados en condición de prisioneros a Buenos Aires. 
En el año 1882 las tropas nacionales van a abandonar la ciudad, para continuar su marcha hacia el Sur del país. Esto dejaba a la población en una incertidumbre jurídica y administrativa profunda. El Subcomisario Trejo fue nombrado como autoridad de la región, asumiendo responsabilidades como reprimir el delito y otorgar permisos. La esperanza que retenía a los pobladores en la ciudad, era la promesa de la llegada del tren, extendiéndose la línea desde 9 de Julio y pasando por Las Mellizas (Pehuajó); lo que facilitaría el traslado de personas, producción y recursos. 
A nueve años de su fundación, el 8 de septiembre de 1885, Fabio Dozo comenzaba a ejercer sus funciones como Juez de Paz. Este nombramiento tenía mucho significado porque cortaba la dependencia con el Juzgado de Paz de Lincoln. Marcaba el comienzo de un plan para poblar, ordenar y dar vida, tanto a la región como al pueblo. Al año siguiente empezaron a funcionar las dos primeras escuelas, de varones y de mujeres. Los conflictos comunes de la época eran entre vecinos, por la apertura de alambres, obstrucción de caminos y animales sueltos.  El acaparamiento de tierras en unas pocas manos, producido luego del avance de la frontera, obligó a nuevos pobladores a insertarse de manera subsidiaria y sin que se contemplaran sus intereses.

## Ciudadanos destacados
- Ernesto Farías, futbolista surgido de las inferiores del Club Estudiantes de La Plata, actualmente se desempeña como asistente en las divisiones juveniles del Club Atlético River Plate.
- Nolo Ferreira, futbolista con trayectoria en Estudiantes de La Plata y la Selección Argentina de Fútbol. Fallecido en 1983.
- Germán Lauro, atleta especialista en pruebas de lanzamientos de bala.
- La Sobrecarga, grupo de post punk y new wave formado en 1983.
- Marta Cohen, distinguida médica patóloga pediátrica. Miembro de la "Excelentísima Orden del Imperio Británico".
- Francisco Galíndez, distinguido jugador de kayak polo a nivel selección, subcampeón del torneo sudamericano de kayak polo en brasil.

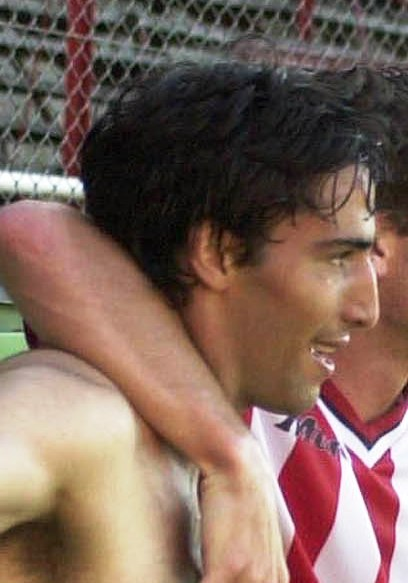
Ernesto Farías
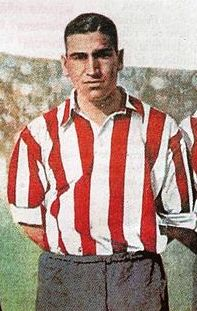
Nolo Ferreira

## Imágenes

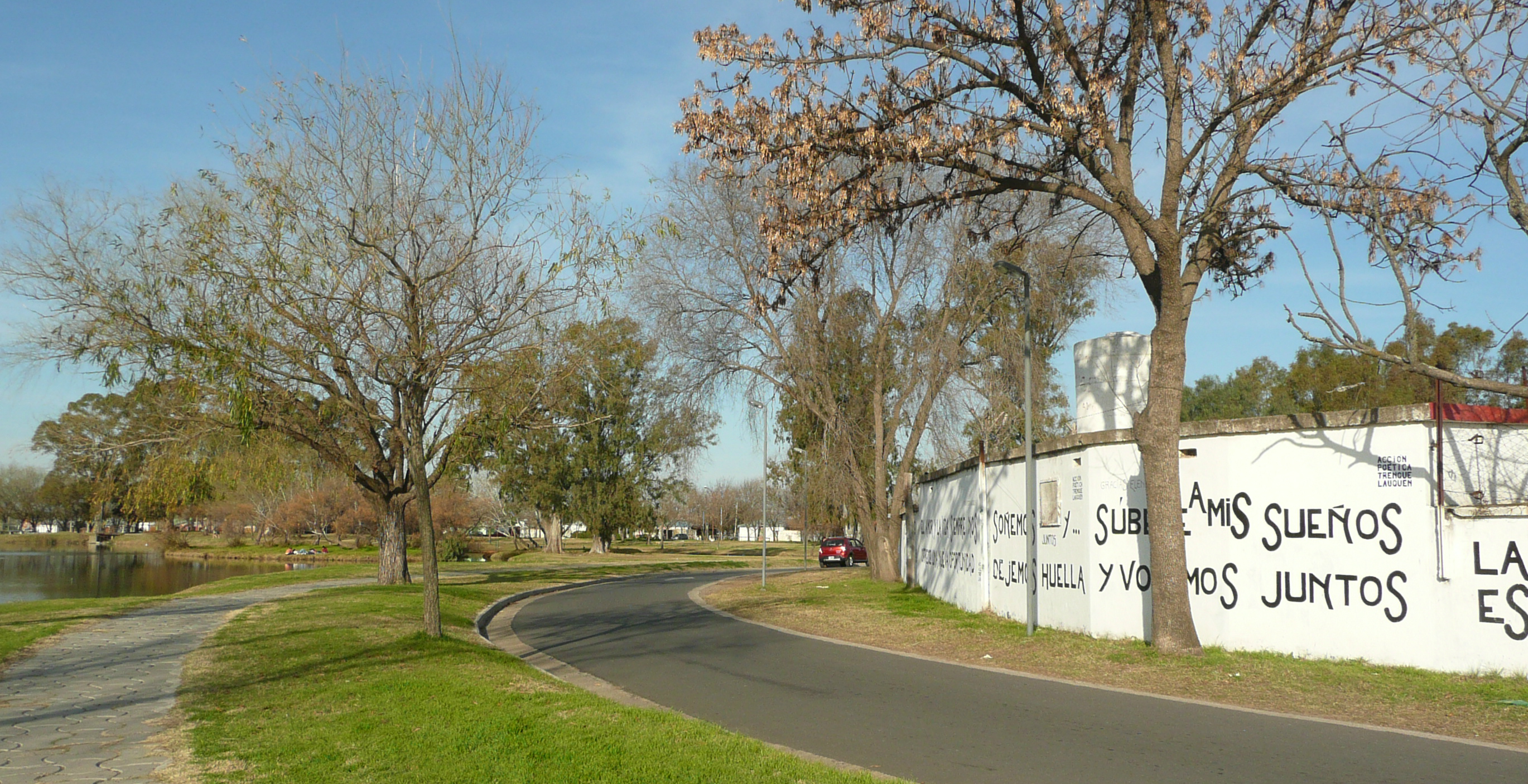
Parque Municipal "Conrado Excelso Villegas"

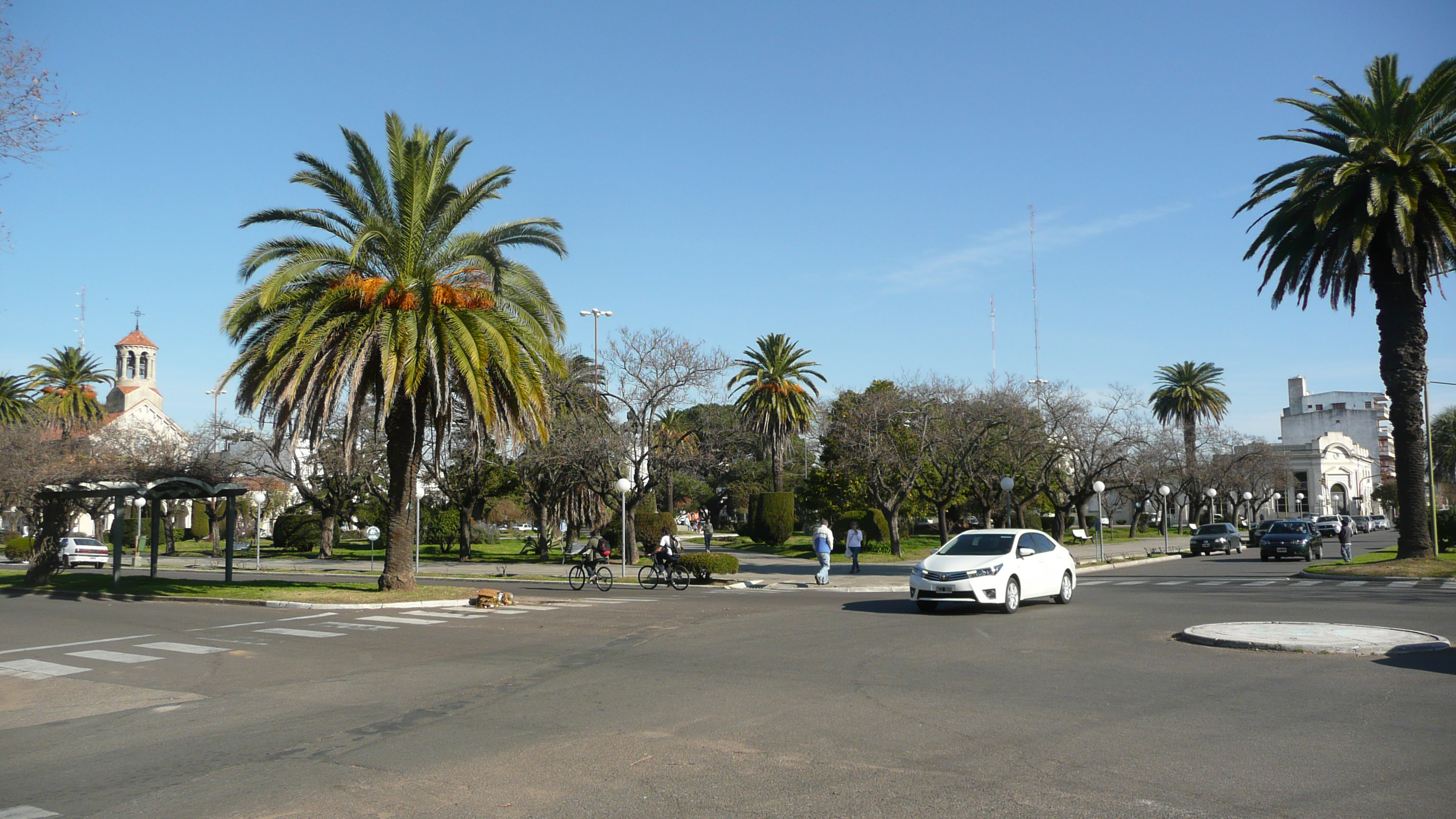
Plaza San Martín.
Monumento a San Martín, plaza central.
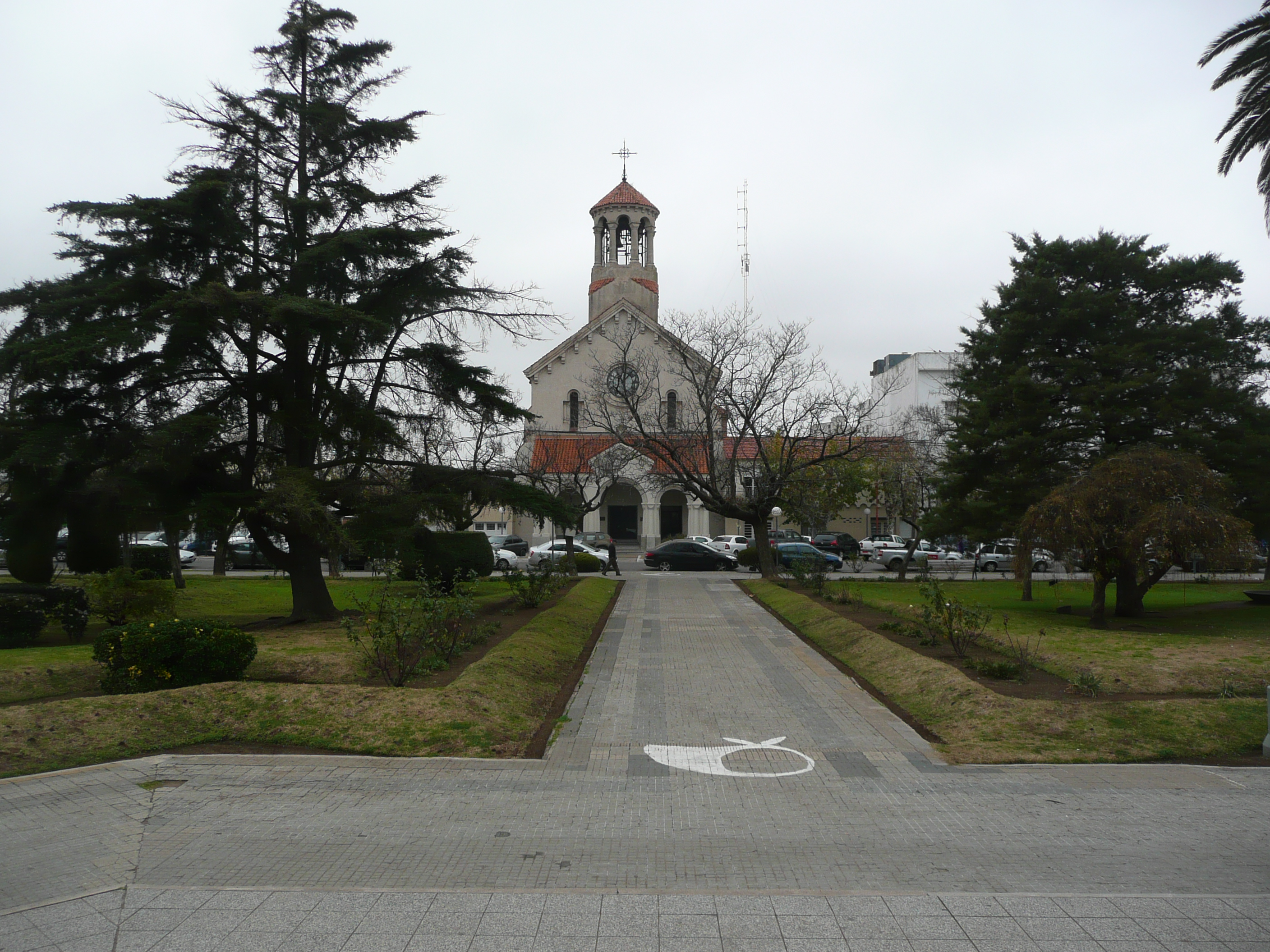
Vista de la Iglesia desde la plaza central.
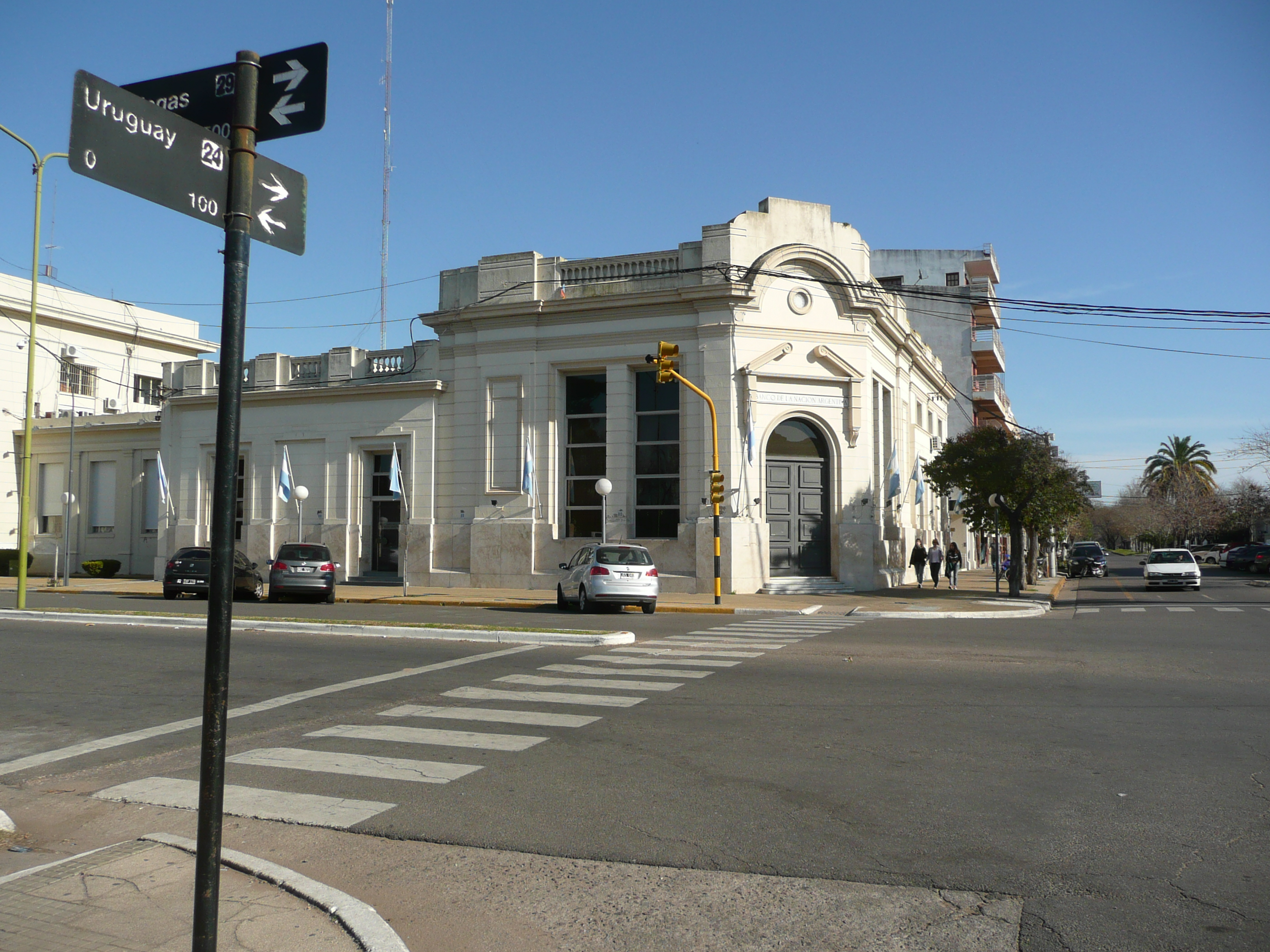
Edificio del Banco Nación.
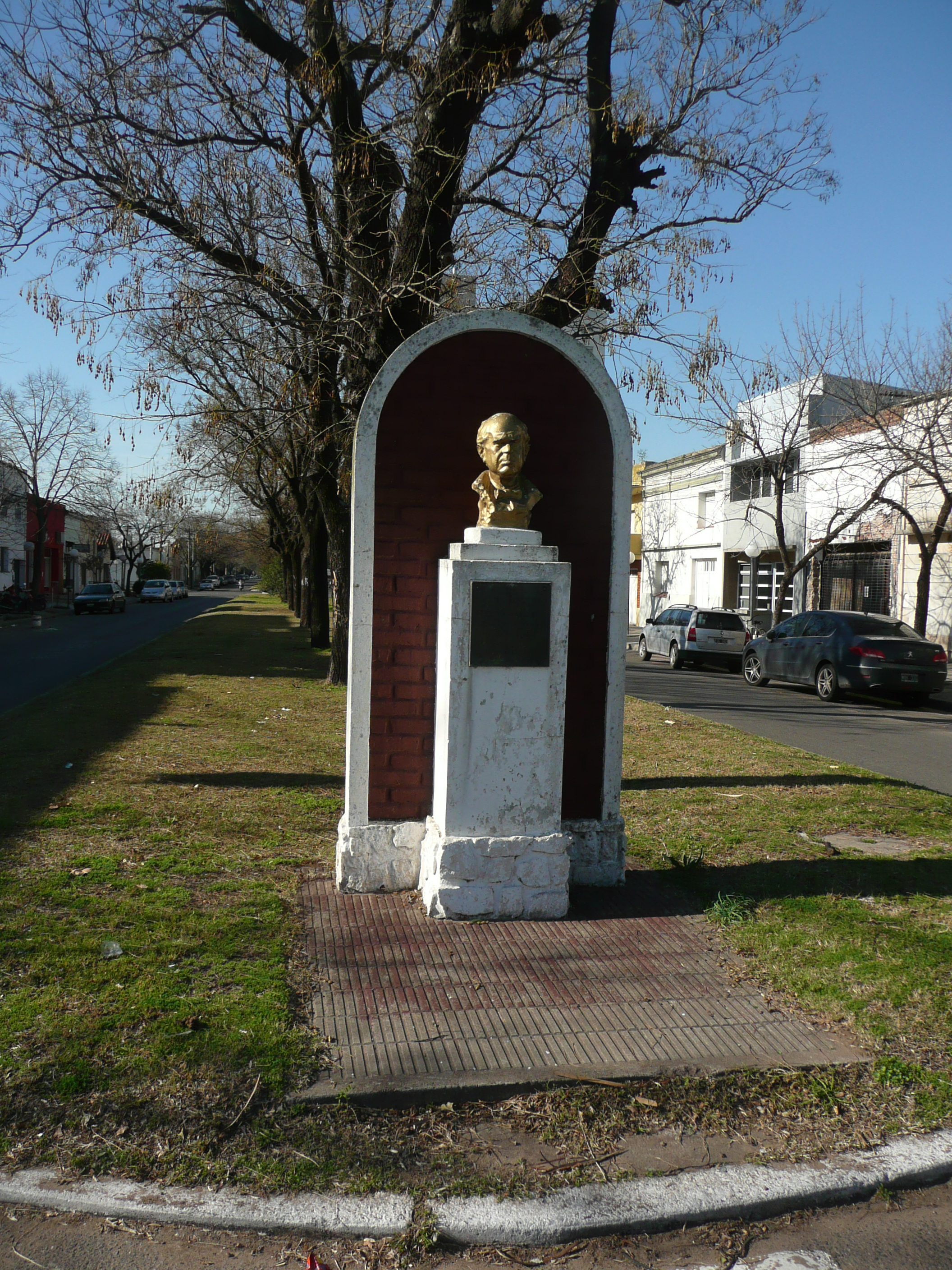
Monumento a Sarmiento.
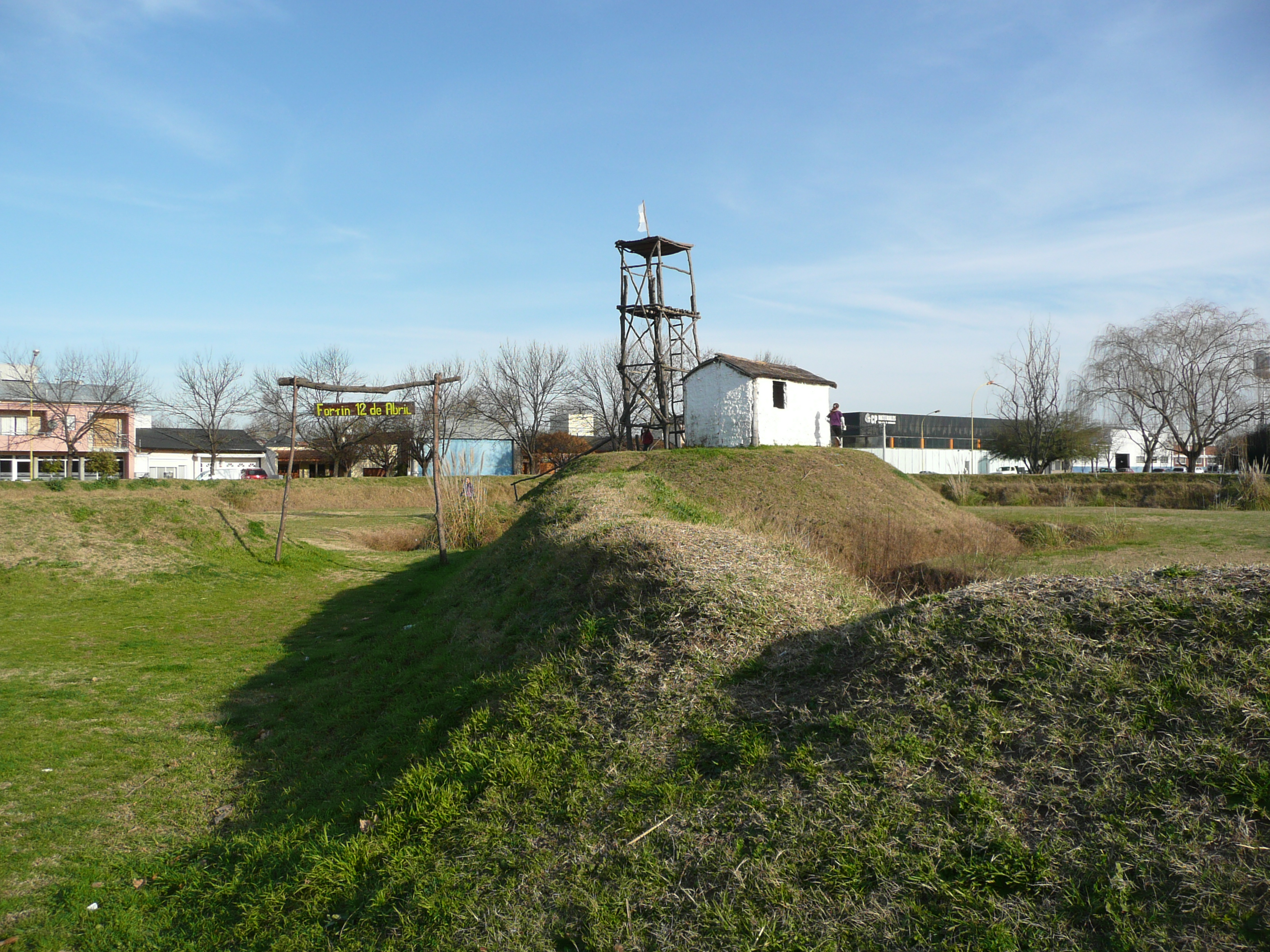
"Fortín 12 de abril".
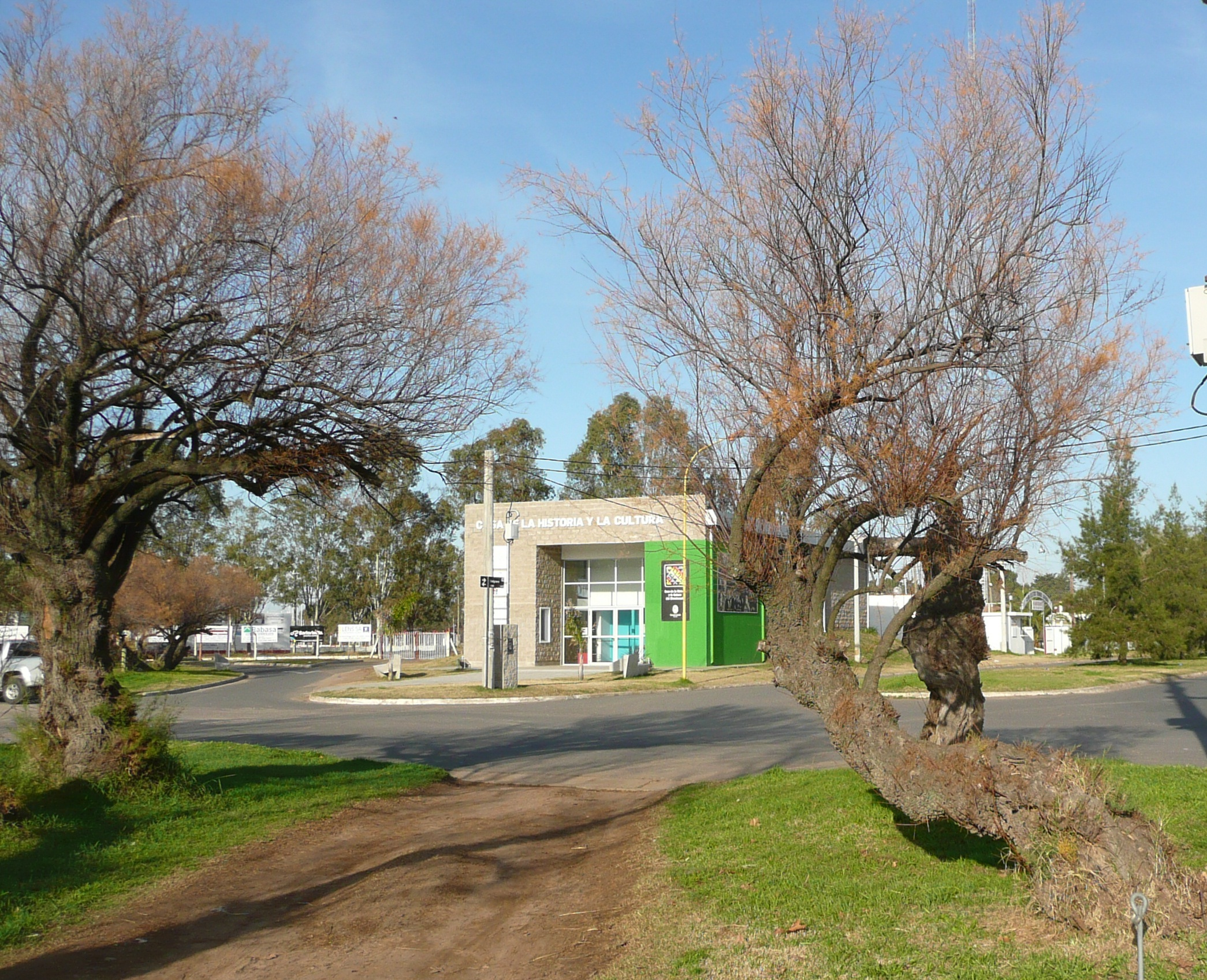
Casa de la Historia y la Cultura.
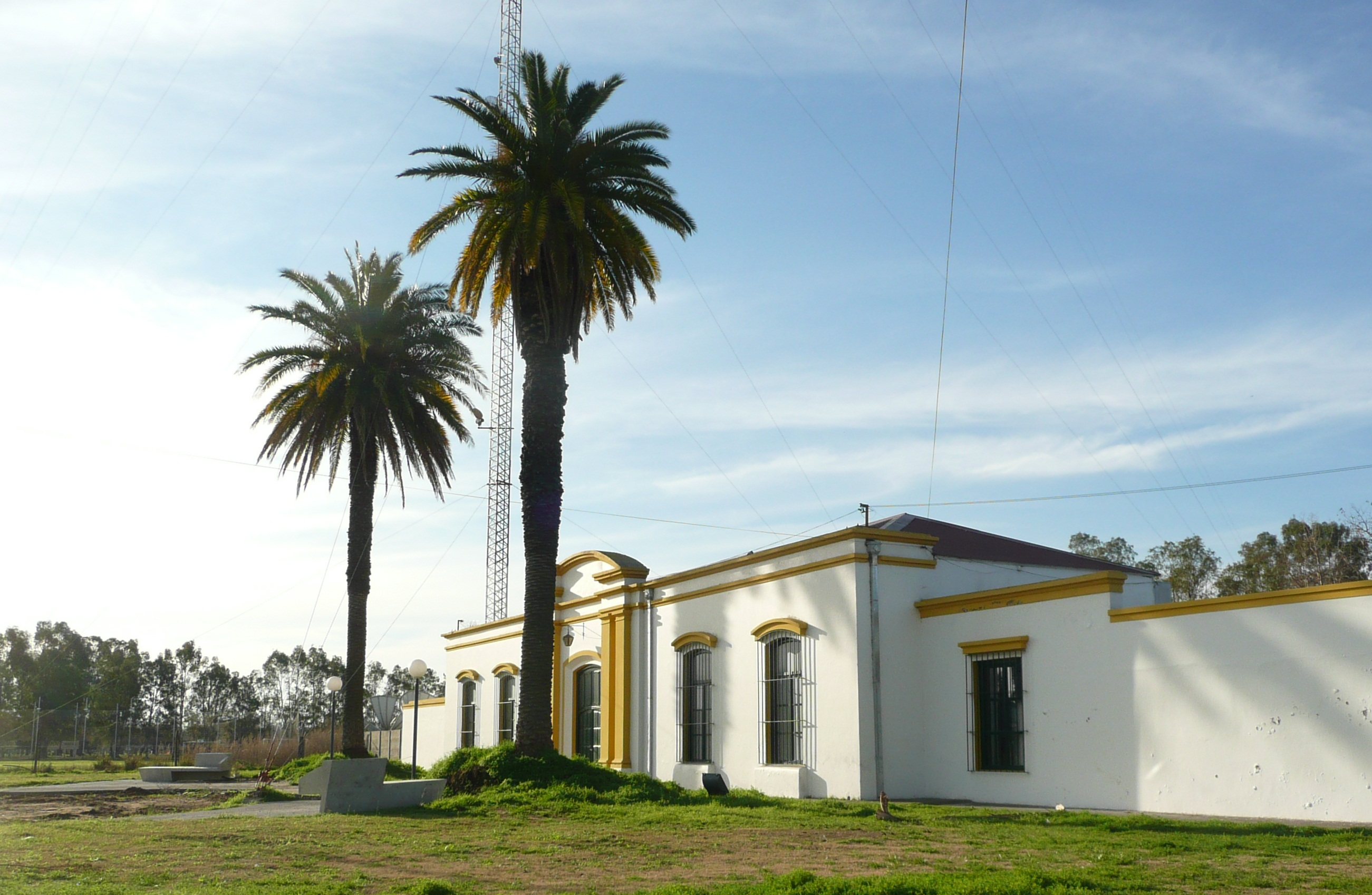
Edificio y antena del Canal 12.
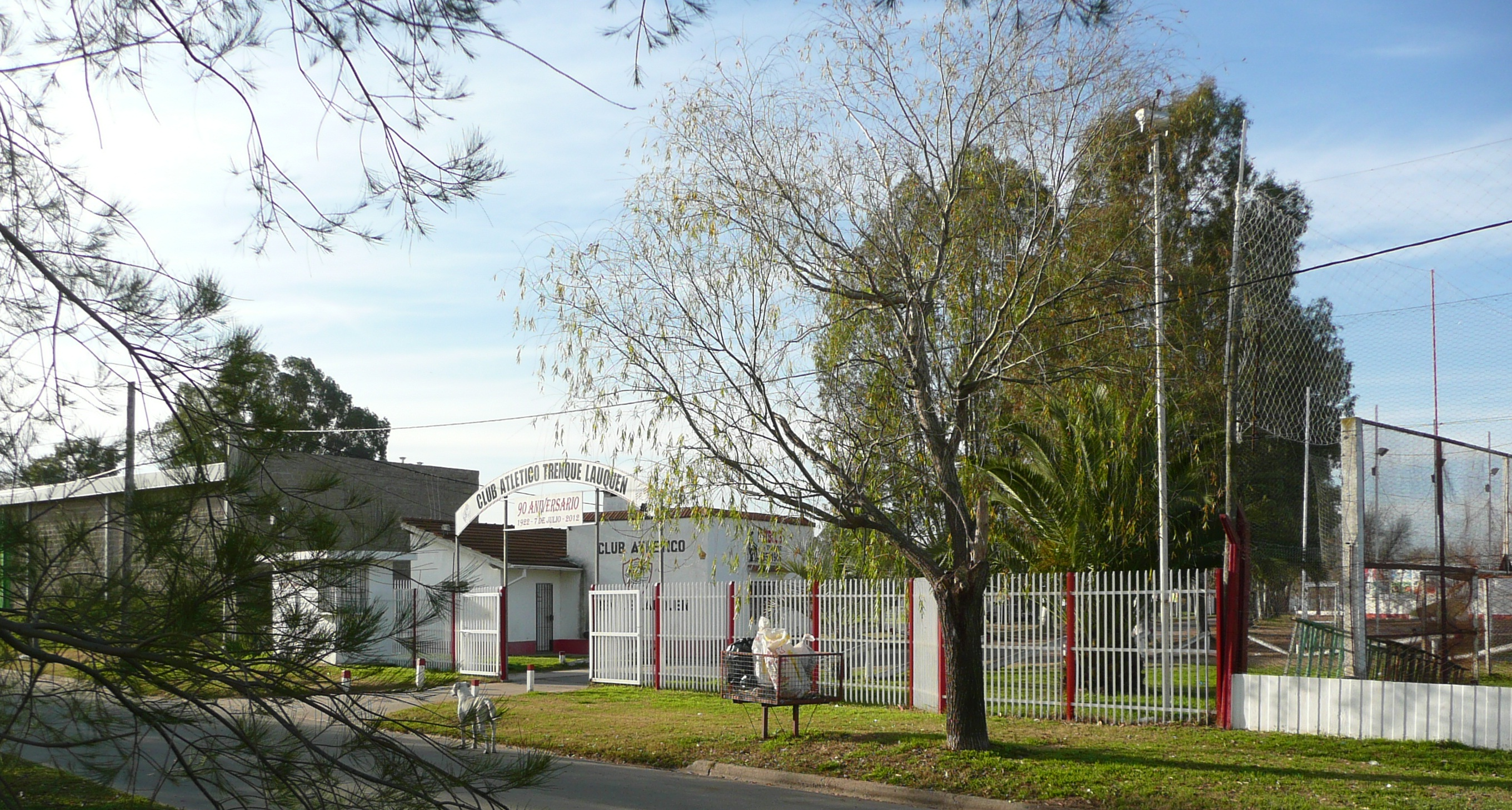
Club Atlético Trenque Lauquen.

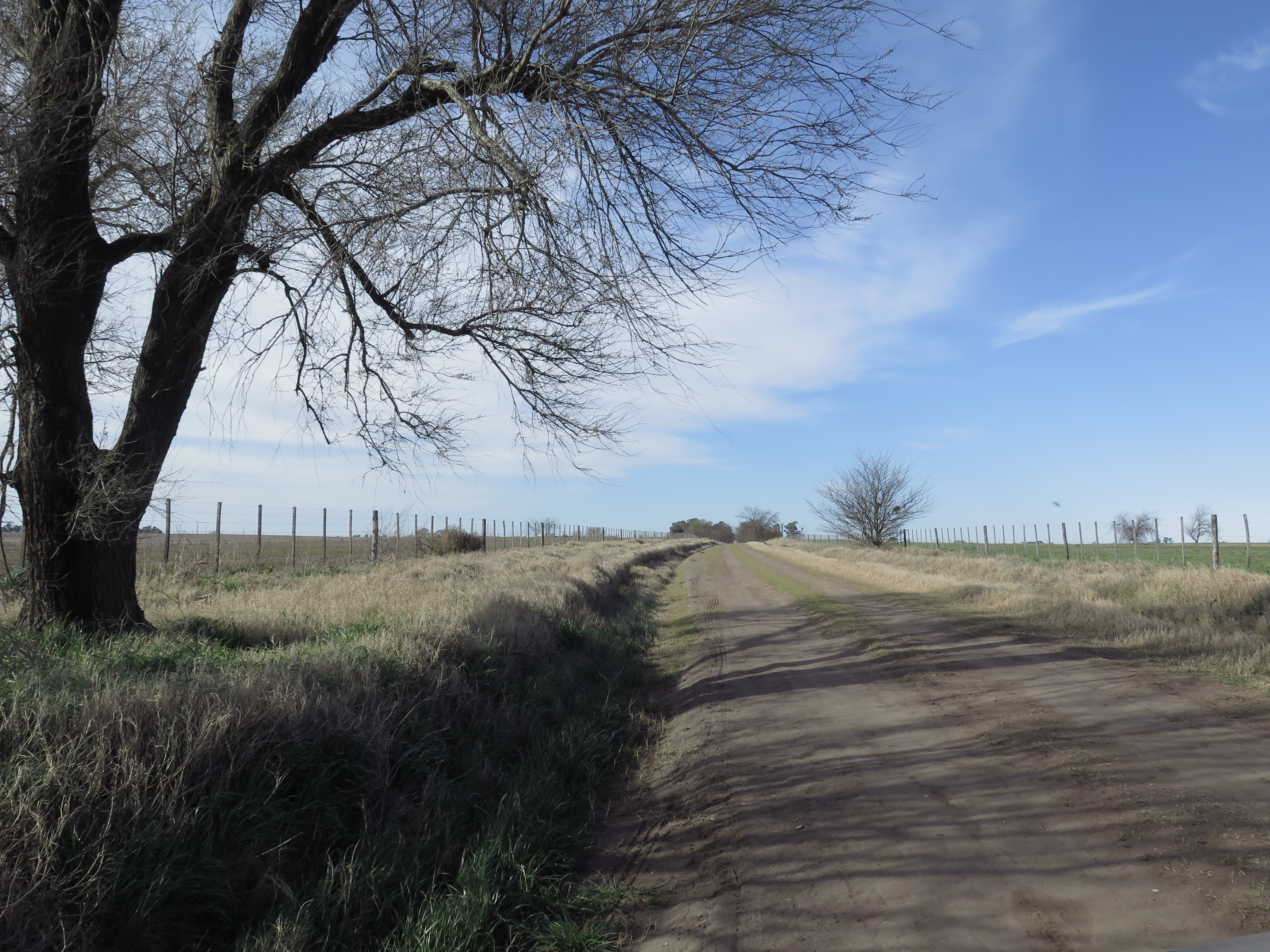
zona chacras

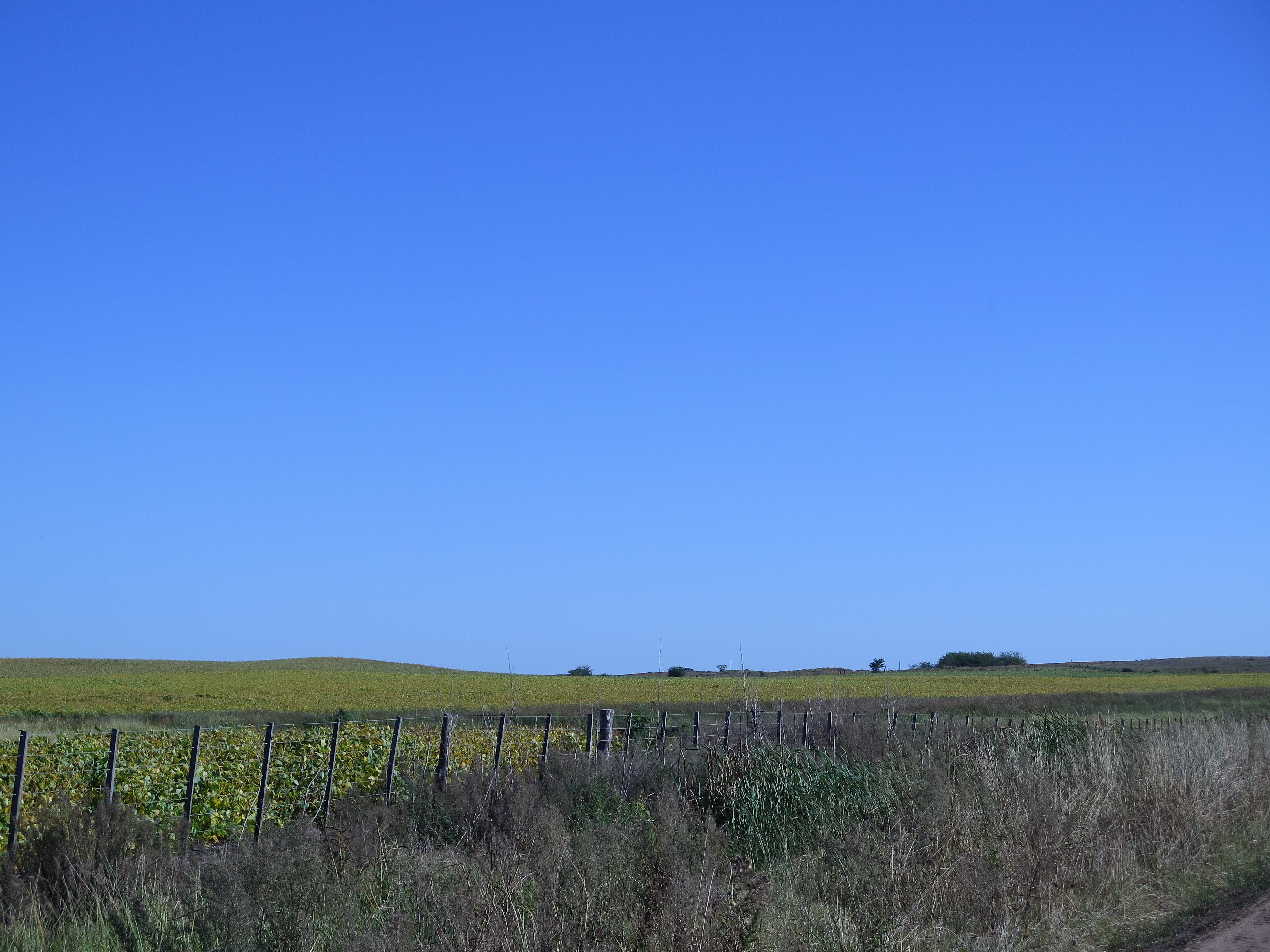
Zanja de Alsina o Zanja Nacional

## Lugares de culto
| Diócesis  | Nueve de Julio                |
| --------- | ----------------------------- |
| Parroquia | Nuestra Señora de los Dolores |